# 楊鑫
楊 鑫（漢音読み：よう きん、簡体字：杨鑫、繁体字：楊鑫、拼音：Yáng Xīn、Yang Xin、1994年1月25日 - ）は、中華人民共和国・江西省景徳鎮市出身のサッカー選手。中国サッカー・スーパーリーグ・広州恒大所属。ポジションはミッドフィールダー。

## 来歴

### クラブ

#### 広州恒大
2014年、広州恒大ユースからトップチームへ昇格した。

## 所属クラブ
ユース経歴
- 2004年 - 2013年 Guangzhou Yida Football School
- 2013年 - 2014年  広州恒大淘宝足球倶楽部

プロ経歴
- 2014年 -  広州恒大足球倶楽部 / 広州恒大淘宝足球倶楽部

## タイトル

### クラブ
広州恒大
- AFCチャンピオンズリーグ：1回 (2015)
- 中国サッカー・超級リーグ：2回 (2014, 2015)